# 蓮浄坊
蓮成坊（れんじょうぼう）は、日蓮正宗総本山大石寺の塔中坊の一つ。

## 歴史
- 1299年 - 第2祖日興の弟子である越後房日弁を開基として建立される。
- 1908年10月30日 - 後の第63世法主日満が住職となる。
- 1956年4月11日 - 改築される。